# NGC 6976
NGC 6976 este o galaxie situată în constelația Vărsătorul. A fost descoperită în 12 iulie 1864 de către Albert Marth.